# Chiesa cattolica nella Repubblica del Congo
La Chiesa cattolica nella Repubblica del Congo è parte dell'universale Chiesa cattolica, in comunione con il vescovo di Roma, il papa.

## Storia

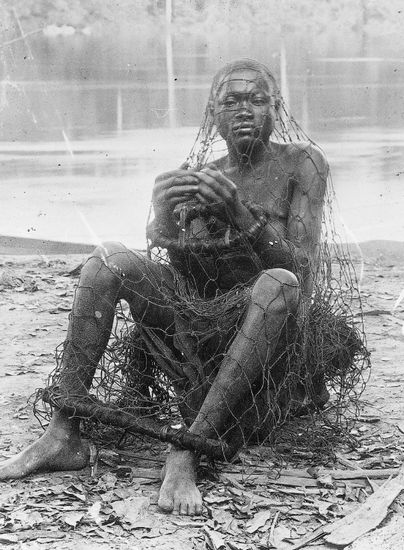
Un catechista imprigionato in una rete per aver insegnato dottrine sconosciute agli anziani, Les Baloïs, 1905.

Il cattolicesimo nella repubblica del Congo giunge già alla fine del XV secolo ad opera di esploratori portoghesi, ed una prima spedizione missionaria raggiunge il regno del Congo nel 1491. Ne nasce una fiorente comunità cristiana, che naufragò nel corso del XVII e XVIII secolo a causa della tratta degli schiavi. Un nuovo impulso missionario si sviluppa nella seconda metà del XIX secolo con l'arrivo dei padri Spiritani e la nascita di due vicariati apostolici, a nord e a sud del Paese, nel 1886 e nel 1889. Il primo sacerdote congolese è ordinato nel 1895. Dopo la Seconda guerra mondiale la Chiesa locale fu organizzata con diocesi ed arcidiocesi; nel 1961 fu ordinato il primo vescovo autoctono, e nel 1973 l'arcivescovo di Brazzaville, Emile Biayenda, fu elevato al cardinalato. Nel 1980 papa Giovanni Paolo II compì una visita pastorale in Congo.

## Organizzazione ecclesiastica
La Chiesa cattolica è presente sul territorio con 3 sedi metropolitane e 6 diocesi suffraganee:
- Arcidiocesi di Brazzaville
  - Diocesi di Gamboma
  - Diocesi di Kinkala
- Arcidiocesi di Pointe-Noire
  - Diocesi di Dolisie
  - Diocesi di Nkayi
- Arcidiocesi di Owando
  - Diocesi di Impfondo
  - Diocesi di Ouesso

## Statistiche
Alla fine del 2004 la Chiesa cattolica nella Repubblica del Congo contava:
- 158 parrocchie;
- 238 preti;
- 238 suore religiose;
- 86 istituti scolastici;
- 37 istituti di beneficenza.

La popolazione cattolica ammontava a 2.272.315 cristiani, pari al 48,18% della popolazione.

## Nunziatura apostolica
La delegazione apostolica di Dakar, con giurisdizione su tutte le colonie francesi dell'Africa continentale ed insulare (ad eccezione delle regioni del Nordafrica), fu istituita il 22 settembre 1948 con il breve Expedit et Romanorum Pontificum di papa Pio XII.
Il 3 maggio 1960 fu istituita la delegazione apostolica dell'Africa Centro-occidentale con il breve apostolico Ad universae Ecclesiae di papa Giovanni XXIII; essa aveva giurisdizione sul Congo, la Nigeria, il Camerun, il Gabon, l'Oubangui-Chari e il Ciad. Sede del delegato apostolico è la città di Lagos in Nigeria.
Il 3 aprile 1965, in forza del breve Qui res Africanas di papa Paolo VI, è istituita la nuova delegazione apostolica dell'Africa Centrale, con giurisdizione sul Congo, sulla Repubblica Centrafricana, sul Camerun, sul Ciad e sul Gabon. Sede del delegato apostolico è la città di Yaoundé in Camerun.
Il 13 dicembre 1973, con il breve Catholicarum rerum dello stesso papa Paolo VI, è eretta la delegazione apostolica del Congo, con sede a Bangui, nella Repubblica Centrafricana.
Il 31 gennaio 1977, con il breve Vehementi flagrantes di Paolo VI, è istituita la nunziatura apostolica del Congo.

### Delegati apostolici
- Mario Tagliaferri, arcivescovo titolare di Formia (5 marzo 1970 - 25 giugno 1975 nominato pro-nunzio apostolico a Cuba)
- Oriano Quilici, arcivescovo titolare di Tabla (13 novembre 1975 - 31 gennaio 1977)

### Pro-nunzi apostolici
- Oriano Quilici, arcivescovo titolare di Tabla (31 gennaio 1977 - 26 giugno 1981 nominato nunzio apostolico in Guatemala)
- John Bulaitis, arcivescovo titolare di Narona (21 novembre 1981 - 11 luglio 1987 nominato pro-nunzio apostolico in Iran)
- Beniamino Stella, arcivescovo titolare di Midila (7 novembre 1987 - 15 dicembre 1992 nominato nunzio apostolico a Cuba)

### Nunzi apostolici
- Diego Causero, arcivescovo titolare di Meta (1993 - 1995 dimesso)
- Luigi Pezzuto, arcivescovo titolare di Torre di Proconsolare (7 dicembre 1996 - 22 maggio 1999 nominato nunzio apostolico in Tanzania)
- Mario Roberto Cassari, arcivescovo titolare di Tronto (3 agosto 1999 - 31 luglio 2004 nominato nunzio apostolico in Costa d'Avorio)
- Andrés Carrascosa Coso, arcivescovo titolare di Elo (31 luglio 2004 - 12 gennaio 2009 nominato nunzio apostolico a Panama)
- Jan Romeo Pawłowski, arcivescovo titolare di Sejny (18 marzo 2009 - 7 dicembre 2015 nominato delegato per le Rappresentanze Pontificie)
- Francisco Escalante Molina, arcivescovo titolare di Graziana (19 marzo 2016 - 4 giugno 2021 nominato nunzio apostolico ad Haiti)
- Javier Herrera Corona, dal 5 febbraio 2022

## Conferenza episcopale
L'episcopato locale costituisce la Conferenza episcopale del Congo (Conférence Episcopale du Congo, CEC).
La CEC è membro della Association des Conférences Episcopales de la Région de l'Afrique Central (ACERAC) e del Symposium of Episcopal Conferences of Africa and Madagascar (SECAM).
Elenco dei presidenti della Conferenza episcopale:
- Théophile Mbemba, arcivescovo di Brazzaville (1970 - 1971)
- Emile Biayenda, cardinale arcivescovo di Brazzaville (1971 - 1977)
- Georges-Firmin Singha, vescovo di Owando (1981 - 1986)
- Barthélémy Batantu, arcivescovo di Brazzaville (1986 - 1993)
- Bernard Nsayi, vescovo di Nkayi (1993 - 1997)
- Anatole Milandou, arcivescovo di Brazzaville (1997 - 2003)
- Ernest Kombo, vescovo di Owando (2003 - 2006)
- Louis Portella Mbuyu, vescovo di Kinkala (2006 - aprile 2015)
- Daniel Mizonzo, vescovo di Nkayi (25 aprile 2015 - 1º maggio 2022)
- Bienvenu Manamika Bafouakouahou, arcivescovo di Brazzaville, dal 1º maggio 2022

Elenco dei vicepresidenti della Conferenza episcopale:
- Victor Abagna Mossa, arcivescovo di Owando (25 aprile 2015 - 1º maggio 2022)
- Urbain Ngassongo, vescovo di Gamboma, dal 1º maggio 2022

Elenco dei segretari generali della Conferenza episcopale:
- Presbitero Urbain Ngassongo (? - 22 febbraio 2013 nominato vescovo di Gamboma)
- Presbitero Brice Armand Ibombo (26 agosto 2013 - 22 agosto 2023)
- Presbitero Vivien Carol Etouolo, dal 22 agosto 2023